# SOUL LAUNDRY
『SOUL LAUNDRY』（ソウル ランドリー）は、日本のJ-POPグループであるET-KINGのメジャー2枚目のアルバム。発売元は、ユニバーサルミュージック。

## 概要
- 約1年振りの2ndアルバムであり、初回限定版には、CD+オリジナル“愛”の富くじ手ぬぐいが付いている。
- 「ゴリラ・カード」が入っていたら大当たり。
「金のゴリラ・カード」→"愛"のランドリー・バッグ
「銀のゴリラ・カード」→"愛"のせんたくバサミ
- 「ふたりの歌」の着うたR・フル・リングバックトーンは、5/26から配信。（フルは6/10までmusic.jp限定配信）
- シングル以外の2ndアルバム「SOUL LAUNDRY」収録曲の着うたR・フル・リングバックトーンの配信は6/11から配信。
- 「まだまだ」「うまい!お弁当」「陽あたり良好」のみリングバックトーンは7/1から配信。
- 「スカッと一発！」
同じ関西で以前から仲良くしている大西ユカリ姉さんと、スカのリズムに合わせてコラボ[1]。
- ラブソング、友情ソング、ライブで盛り上がる曲など笑いあり涙ありのアルバム[2]。

## 収録曲
- 「スカッと一発！」以外は全曲作詞　ET-KING

1. ギフト (4:16)
作曲　ET-KING・NAOKI-T
編曲　NAOKI-T
4thシングル
2. シャンパンゴールド(4:01)
作曲　イトキン
3. さよならまたな (5:02)
作曲　ET-KING
編曲　亀田誠治
6thシングル
4. 夏大盛り2008 (5:10)
作曲　イトキン
シングルバージョンではなく、2008年のリメイクバージョンである。
5. やまんでダンス(3:11)
作曲　イトキン
6. うまい！お弁当 (4:03)
作曲　イトキン
7. スカッと一発！(4:10)
作詞　ET-KING & 大西ユカリ
作曲　イトキン
8. 華舞台 (3:49)
作曲　ET-KING、NAOKI-T
9. 大花火 (4:24)
作曲　イトキン
10. ふたりの歌 (5:39)
作曲　ET-KING
7thシングル
11. まだまだ(3:50)
作曲　DJ BOOBY & イトキン
12. 晴レルヤ (4:40)
作曲　イトキン
5thシングル
13. 陽あたり良好(5:22)
作曲　ET-KING・前田和彦&吉村章
編曲　前田和彦

## タイアップ
- ギフト 
日本テレビ系「音楽戦士」POWER PLAY 
日本テレビ系「歌スタ」お題歌
- さよならまたな 
フジテレビ系「ウチくる!?」エンディングテーマ
- 夏大盛り2008 
中部 Honda Cars '08夏キャンペーン タイアップ曲
- うまい！お弁当 
関西テレビ「こどものうた」テーマ曲
- ふたりの歌 
日本テレビ系「Theサンデー」エンディングテーマ曲
- まだまだ
関西テレビ 「プロ野球中継2008」テーマ曲
日本テレビ系「スッキリ!!」エンディングテーマ